# كيث موهان
كيث موهان (11 يونيو 1935 في المملكة المتحدة - )  (بالإنجليزية: Keith Mohan)‏ هو لاعب كريكت بريطاني. لعب مع نادي مقاطعة ديربيشاير للكريكت ‏.